# Tolóerő
Tolóerő az az erő, ami egy repülőgépet, rakétát, saját hajtással rendelkező repülő lövedéket, hajót a közegellenállással szemben mozgat illetve gyorsít. Más szóval azt a hajtóerőt nevezik tolóerőnek, melyet a reaktív hajtóművek fejtenek ki a járműre. A szilárd pályán mozgó járművek (például gépkocsi, mozdony) hajtásához szükséges erőt nem szokás tolóerőnek nevezni. A folyékony vagy gáz halmazállapotú közegben mozgó tárgy vízszintes irányú állandó sebességű mozgásban tartásához is szükség van tolóerőre. Többlet tolóerőre van szükség a mozgó tárgy emeléséhez és gyorsításához.

## Példák
Egy merevszárnyú repülőgép hajtóműve tolóerőt úgy ad, hogy hátrafelé irányított levegőáramot hoz létre. Ez légcsavaros hajtóműnél úgy történik, hogy a motor által forgásban tartott légcsavar szív és dob hátra levegő-tömeget nagyobb sebességgel, mint a repülőgép haladási sebessége. Sugárhajtóművek esetén a beszívott levegő az üzemanyaggal keveredve elég,  felgyorsul, majd a forró égéstermékek nagy sebességgel hátrafelé kiáramlanak a fúvócsövön. Rakéta hajtóművek a tüzelőanyagot és az égéshez szükséges oxidálószert is a járműből nyerik, melyek szintén nagy sebességű hátrafelé irányuló áramlással hagyják el a hajtóművet. Elvileg hasonlóan működik a hajók hajtása hajócsavarral vagy kerékkel: mindkét esetben a hajtómű felgyorsítja a vízi járművet körülvevő víz egy részét a haladás irányával ellentétes irányba. Tulajdonképpen evezés közben is ez történik: a csónakban ülő jól megfigyelheti, hogy az evezőcsapás nyomán kialakuló örvények a környező víznél nagyobb sebességgel haladnak hátrafelé.

## Számítása
A tolóerő számításához az erő Newton második törvénye szerinti definícióból kell kiindulni, melynek értelmében az erő egy test impulzusának (mozgásmennyiségének) változási sebességével egyenlő:
{\displaystyle \mathbf {F} ={d(m\mathbf {v} ) \over dt}},
ahol 
{\displaystyle ~m\mathbf {v} } a test impulzusa,
{\displaystyle ~m} a test tömege,
{\displaystyle \mathbf {v} } a sebessége,
{\displaystyle ~t} pedig az idő.
Ha egy sugárhajtóművel hajtott repülőgép vízszintesen repül egyenletes {\displaystyle \mathbf {v_{1}} } sebességgel, a hajtóműből kilépő égéstermékek is állandó {\displaystyle \mathbf {v_{2}} } sebességgel áramlanak ki, az impulzus összefüggésében a sebesség tehát nem függ az időtől, így a kilépő gázok felgyorsításához szükséges erőre ez írható:
{\displaystyle \mathbf {F} ={d(m\mathbf {v} ) \over dt}={dm_{2} \over dt}\mathbf {v_{2}} -{dm_{1} \over dt}\mathbf {v_{1}} ={\dot {m}}_{2}\mathbf {v_{2}} -{\dot {m}}_{1}\mathbf {v_{1}} }.
Itt az ábra jelölése szerint 
{\displaystyle {\dot {m}}_{1}} a belépő levegő tömegárama, (egységnyi idő alatt beáramló tömege)
{\displaystyle {\dot {m}}_{2}} a fúvócsőből kiáramló gázok tömegárama.
A fentiekhez még egy általában kis értékű erő is hozzáadódik, ha a hajtómű előtti és a fúvócső utáni nyomás nem egyezik, így végső soron az összefüggése:
{\displaystyle \mathbf {F} ={\dot {m}}_{2}\mathbf {v_{2}} -{\dot {m}}_{1}\mathbf {v_{1}} +\mathbf {A_{2}} (\mathbf {p_{2}} -\mathbf {p_{1}} )}.
Ez az erő szükséges az állandó sebességű gázsugár létrehozásához, Newton harmadik törvénye szerint az ezzel egyenlő abszolút értékű, de ellenkező irányú reakcióerő hajtja előre a repülőgépet, hajót vagy rakétát, ez a tolóerő.
A tolóerő fenti összefüggésének alkalmazásánál a különböző hajtásoknál a következő megfontolásokat kell tenni:

### Gázturbinás sugárhajtómű
Gázturbinás és torlósugár hajtóműnél a belépő levegő tömegárama és a kilépő égéstermékek tömegárama közel egyenlő:
{\displaystyle {\dot {m}}_{1}\approx {\dot {m}}_{2}={\dot {m}}},
Ezzel szemben a fúvócsövét általában úgy tervezik, hogy a nyomás a beömlésnél és a fúvócsőből való kilépésnél azonos legyen:
{\displaystyle \mathbf {p_{2}} -\mathbf {p_{1}} },
így a tolóerő egyenlete így alakul:
{\displaystyle \mathbf {F} ={\dot {m}}(\mathbf {v_{2}} -\mathbf {v_{1}} )}.
Bevezetve a tömegáram egységére vonatkoztatott tolóerőt a fajlagos tolóerőt:
{\displaystyle \mathbf {F_{s}} ={\frac {\mathbf {F} }{\dot {m}}}=\mathbf {v_{2}} -\mathbf {v_{1}} },
ez látható, hogy csak a repülési sebességtől és a gázsugár kiömlő sebességtől függ.

### Rakétamotor
Rakétamotorok magukkal viszik az oxidáló szert is, így a tolóerő képletéből a második tag kiesik:
{\displaystyle \mathbf {F} ={\dot {m}}\mathbf {v_{2}} +\mathbf {A_{2}} (\mathbf {p_{2}} -\mathbf {p_{1}} )}.

### Légcsavar
Dugattyús motorral hajtott légcsavar vagy hajócsavar esetében a két tömegáram megegyezik és természetesen nyomáskülönbség sem léphet fel. A tolóerő megegyezik a gázturbinás sugárhajtáséval. A gyakorlatban a tolóerőt (vagy húzóerőt) a következő összefüggésből számolják:
{\displaystyle \mathbf {F} ={\frac {\rho }{2}}\mathbf {A} (\mathbf {v_{2}} ^{2}-\mathbf {v_{1}} ^{2})},
ahol
{\displaystyle ~\rho } a közeg sűrűsége,
{\displaystyle \mathbf {A} } annak a körnek a területe, melyet a légcsavar súrol forgás közben.

### Teljesítmény
Egy sugárhajtómű teljesítménye az egységnyi idő alatt végzett munkával egyenlő, ezért a következő összefüggésből lehet számítani:
{\displaystyle P=\mathbf {A} \mathbf {v_{1}} }
Ez az érdekes eredmény azt mondja, hogy a sugárhajtómű teljesítménye nemcsak a (közel állandó értékű) tolóerőtől, hanem a repülőgép vagy hajó, rakéta sebességétől is függ. Ezért nehéz összehasonlítani egy dugattyús és egy sugárhajtású repülőmotor hatékonyságát.